# Rue Saint-Barthélemy (Liège)
La rue Saint-Barthélemy est une rue ancienne du centre de la ville de Liège (Belgique) située en Féronstrée et Hors-Château. 

## Odonymie
La rue se situe devant les deux tours de la collégiale Saint-Barthélemy. Elle prend le nom officiel de rue Saint-Barthélemy en 1863. Mais il est vraisemblable que, pendant de nombreux siècles, il n'y ait eu aucune construction si proche de la collégiale et que l'espace libre devant l'édifice religieux ait constitué la partie nord de la place Saint-Barthélemy. L'avant de l'ancienne église Saint-Thomas (fondée en 1041 et détruite en 1807) qui se dressait à gauche de la collégiale, se situait aussi le long de la rue.

## Description
Cette courte rue pavée étroite et rectiligne d'une longueur d'environ 47 m relie la place Saint-Barthélemy aux rues Hors-Château et Delfosse. Elle une voie piétonne depuis 2008.

## Patrimoine
La collégiale Saint-Barthélemy est reprise sur la liste du patrimoine immobilier exceptionnel de la Wallonie.
Un immeuble de la rue est repris à l'Inventaire du patrimoine culturel immobilier de la Wallonie. Il a été construit dans la seconde moitié du XVIIIe siècle mais n'est pas visible de la rue car masqué par la construction d'immeubles plus récents. Le rez-de-chaussée possède des linteaux à clé de voûte ornée.

## Voies adjacentes
- Place Saint-Barthélemy
- Rue Hors-Château
- Rue Delfosse
- Place Crève-Cœur